# 南北朝正閏論
南北朝正閏論（なんぼくちょうせいじゅんろん）とは、日本の南北朝時代において南朝と北朝のどちらを正統とするかの論争。閏とは「本来あるもののほかにあるもの」「正統でないあまりもの」を意味する字である。

## 概要
近世以来、「果たして南北朝のいずれが正統なのか?」を巡って、南北朝正閏論が行われてきた。論者の主張は、大きく分けると以下の4つになる。
1. 南朝正統論
2. 北朝正統論
3. 両統対立論
4. 両統並立論

### 北朝方公家における南朝観
1392年（明徳3年／元中9年）閏10月2日に南朝の後亀山天皇が吉野から京都の大覚寺に入り、3日後に三種の神器が後小松天皇に引き渡された。北朝では、光厳天皇の皇統こそ正統なものであるという立場であり、南朝の後村上天皇・長慶天皇・後亀山天皇の3代の天皇は、謀反人である「南方偽主」に過ぎなかった。（北朝から見れば）天皇でもない後亀山が行幸の体裁で入京したことにも反発があった。
さらに、後亀山の入京と神器引き渡しの前提となった明徳の和約は、足利義満を首長とする室町幕府と南朝方とのあいだでとりかわされたものであり、北朝はその内容を知らされていなかったか、少なくとも了承はしていなかった。このため、後亀山から後小松への譲位を意味する「譲国の儀」の実施や、後小松の子孫と後亀山の子孫による両統迭立など、取り決め内容が明らかになると、強い反発を示した。
後小松は後亀山との会見を拒絶し、神器の引き渡しも、治承・寿永の乱に際し、都落ちする平家の手で安徳天皇とともに西国に移された神器が、平家の滅亡・安徳の死により京に戻ったことを先例として、権大納言日野資教・蔵人頭日野資藤らを大覚寺に派遣して接収することで行われた（『南山御出次第』『御神楽雑記』）。
元号も北朝の「明徳」が依然として用いられ続け、2年後の明徳5年（1394年）2月23日に後亀山天皇に太上天皇の尊号を贈るときも、北朝は強い反発を示し、朝廷では異例の16日間にわたる議論が続いた。最終的には、足利義満の強い意向に押し切られてようやく実現にいたったが、あくまでも「不登極帝」に対するもの、つまり後高倉院のように、正式には天皇に即位していない者への尊号授与であることが強調された（『荒暦』）。
後小松天皇は、光厳天皇にはじまる北朝のなかでも、後小松の祖父である後光厳天皇にはじまる皇統に属していた。後光厳は正平一統の混乱のなかで擁立された天皇であり、その皇位継承の正統性は不明確であって、後光厳の兄である崇光天皇にはじまる皇統（のちの伏見宮家）とのあいだで対抗関係にあった。後光厳も、また後小松の父後円融天皇も、自分の跡取り息子を皇太子にすることもできない状態で、とても旧南朝とのあいだで両統迭立を行う余裕はなかった。また、近衛家・洞院家など、多くの公家の家門が家督をめぐって北朝方と南朝方とに分裂しており、北朝方の公家たちにとって、南朝方の同族の復帰につながりかねない南朝の正統性を認めることには難しかった。なによりも、南北朝の分裂後、南朝は4回にわたって京を占領しているが、いずれも短期間に終わり、北朝は京と朝廷機構をほぼ完全に掌握していた。それが、北朝方の自負の裏付けとなった。
後小松の皇統に対する意識は、いくつかの編纂物からも看取することができる。現在も天皇家の系譜としてもっとも信頼されている『本朝皇胤紹運録』は、 応永33年（1426年）に後小松が洞院満季に命じて編纂させたものである。現存する写本のなかでも古い形態に属するものでは、次のとおり、後村上・長慶・後亀山が「天皇」ではないことが明示されている。
- 義良親王 陸奥太守、於南方稱君主、號後村上天皇云々……
- 寛成親王 法名覺理、於南方自立號長慶院
- 熙成王 法名金剛心、自吉野降後、蒙太上天皇尊號、號後亀山院

後小松は、息子（称光天皇）に皇位を譲ったが、称光は子どものいないまま危篤状態となり、父に先立って死去した。そのあと、崇光流皇統の貞成親王（後崇光院）の息子である彦仁王（後花園天皇）が後小松の猶子となって即位した。『本朝皇胤紹運録』では、後花園は後小松の息子として記載され、貞成との親子関係は抹消されている。皇子ではない者が天皇に即位したときは、その父親には天皇あるいは太上天皇の称号を贈るのが通例であった（尊称天皇・追尊天皇）が、後小松は、永享5年（1433年）の死去に臨み、貞成を太上天皇としないように遺言したといわれる。自らの家系の正統性を維持しようとする執念はそれほど強かったのである。
しかし、文安4年（1447年）にいたって、貞成に太上天皇の尊号が贈られた。廷臣万里小路時房は、日記『建内記』文安4年11月27日条に「凡非帝位人尊號、後高倉院（但後堀河院嚴父之謂也）、後龜山院（三種神器被渡當朝之謂也）両度也、今度之儀、淺自後高倉院、深自後龜山院者歟」と書いている。天皇になっていない人に尊号を贈った先例は、後高倉院と後亀山院の2つあり、3回目となる今回は、後高倉の尊号ほどの必然性はないが、後亀山の尊号よりはまだ無理がないという認識である。時房は、後小松の遺志を尊重して、後崇光への尊号に最後まで反対していた人物であるが、その時房でさえ、後亀山の尊号よりは後崇光の尊号の方がまだましだと考えていたのである。
後花園の息子である後土御門天皇の時代になって、壬生晴富が北畠親房の『神皇正統記』に反駁するかたちで『続神皇正統記』を著した。「後村上天皇、諱は義良、第九十六代第五十世云々、これは南方偽主の御事にて、當朝日嗣には加奉らず（中略）後嵯峨院御正嫡の御流として誠に神皇正統の正理に歸し、此記（＝『神皇正統記』）の名目自然の道にかなひ侍る御事よとふしきにも奇特にも侍るかな」と述べて「光厳院」を第96代、「後醍醐院」の重祚を第97代、「光明院」を98代として、「後花園院」まで続けている。この書は『神皇正統記』の著者である北畠親房の意図を歪めるものとして古くから非難された書物であるが、一方、後嵯峨天皇以前は兄を嫡流とする「正統」理念で描きながら、それ以後は弟の亀山天皇の系統を嫡流とするために「正理」理念を持ちだして弟を嫡流とする親房に対する鋭い批判も含まれている。また、北朝における歴史認識の典型的な姿をよくあらわしている。
『本朝皇胤紹運録』は、勅撰の皇統譜として前近代を通じて重んじられた。後小松が表現させた北朝正統論に異議がさしはさまれることはなかった。安永8年（1779年）に即位した光格天皇は、天皇の権威を高めるために努力した人物であるが、彼が「神武百二十世」と署名したものが残っている。北朝を正統として数えた代数であり、南朝は無視されている。朝廷も、歴代の天皇も、歴史的には北朝の延長でしかない以上、北朝の正統性を疑う発想が出てくるはずがないと言える。一方で、浩瀚な歴史書『続史愚抄』を著した柳原紀光は、やはり北朝を正統としているが、正平一統のあいだに限って、後村上天皇を正統の天皇と認める態度をとっている。

### 近世以前の南北朝正閏論
南朝正統論の嚆矢は、南北朝時代に南朝方の重鎮であった北畠親房が著した『神皇正統記』であった。親房は三種の神器の所在と皇統における「正統」概念を以て南朝正統論を唱えた。親房は南朝の正統性を示すために「正統」概念の中には儒教や神道の教説を取り入れる形で有徳の者が皇位継承者に選ばれるという正理正義の理念を含めた。だが、一方で当時の家督継承の基本的な考え方で儒教や神道の考え方にも適っていた正嫡正流の概念も捨て去ることは出来ず、結果的には両説を組み合わせたものとなってしまった。更に神器の問題にしても上記の安徳天皇が神器をもって西国に下った時の後鳥羽天皇即位の事情など理念と史実の乖離を完全に説明することは出来なかった。その後、北朝によって皇統が統一されて楠木正成ら南朝方の人々が「朝敵」と認定され、更に実際問題として南北朝合一後も80年近くにわたって「後南朝」と呼ばれる北朝及び室町幕府に対する南朝復興運動が続いていたことから、親房以後に南朝正統を唱える者はいない状態が続いた。
この風潮が変化したのは、『太平記』が流布されて公家や武士などに愛読され、南朝方に対する同情的な見方が出現するようになってからである。 永禄2年（1559年）、楠木正成の子孫を名乗る楠木正虎の申請によって、楠木正成は朝敵の赦免を受ける。これをもって直ちに南朝正統論が発生した訳ではないが、南朝を論じることがタブーではなくなったという点では画期と言える。また、楠木氏と同様に南朝方であった新田氏の末裔と名乗った徳川氏が政権を取ったことも状況に変化をもたらした。江戸時代に入り、林羅山親子によって編纂された『本朝通鑑』の凡例において、初めて南北併記の記述が用いられた。もっとも、息子の林鵞峰が書いた同書の南北朝期の記述では北朝正統論を採用している。
その後、水戸藩主・徳川光圀が南朝を正統とする『大日本史』を編纂したことが後世に大きな影響を与えた。『大日本史』は三種の神器の所在などを理由として南朝を正統として扱った。その際、北朝の天皇についての扱いについても議論となり、当初北朝天皇を「偽主」として列伝として扱う方針を採っていたが、現在の皇室との関連もあり、後小松天皇の本紀に付記する体裁に改めたという。だが、光圀が生前に望んでいた『大日本史』の朝廷献上は困難を極めた。享保5年（1720年）、水戸藩から『大日本史』の献上を受けた将軍徳川吉宗は、朝廷に対して刊行の是非の問い合わせを行った。当時博識として知られた権大納言一条兼香（後、関白）はこの問い合わせに驚き、北朝正統をもって回答した場合の幕府側の反応（三種の神器の所在の問題）などについて検討している（『兼香公記』享保6年閏7月20日条）。この議論は10年余り続いた末に、享保16年（1731年）になって現在の皇室に差しさわりがあることを理由に刊行相成らぬとする回答を幕府に行った。だが、吉宗は同書を惜しんで3年後に独断で刊行を許可したのである。また、水戸藩も不許可回答の翌年である享保17年（1732年）に江戸下向中の坊城俊清に同書を託して朝廷への取次を要請した。これが嘉納されたのは実に69年後の文化7年（1810年）のことであった。ただし、光圀の南朝正統論は水戸学に継承されるが、細かいところでは議論があった。光圀に仕えていた栗山潜鋒は神器の所在に根拠を求め、同じく三宅観瀾は名分の存在に根拠を求めて対立している。これは三種の神器の所在で正統性を求めた場合、前述の後鳥羽天皇の即位の経緯の問題が発生する上、北朝でも光厳天皇は即位した時に本物の三種の神器を保有していた可能性が高いという問題が発生するためである（これは後醍醐天皇が隠岐島を脱出した際に出雲大社に対し、天叢雲剣の代替品として出雲大社の宝剣を借り受ける綸旨が現存していることからも指摘される）。
徳川光圀と並んで南朝正統論を唱えた人物として山崎闇斎が挙げられる。闇斎も南朝正統論に基づく史書編纂を計画していたが、執筆前に没した。彼の南朝正統論はその独自の尊王論とともに垂加神道を通じて多くの門人に伝えられ、闇斎の系統を引く学者（跡部光海・味池修居ら）の間で行われた。江戸時代後期の頼山陽も『日本外史』などを通じて尊王論を鼓舞したが、彼もまた南朝正統論を採っていた。特に死の間際に書いた絶筆ともされる「南北朝正閏論」は道義に基づいて南朝を正統とし、北朝の後小松天皇は南朝の禅譲によって即位したと主張している。史実ではない禅譲論を採っていることなど内容には問題があるものの、まさに命がけの一文は後世に少なからぬ影響を与えた。
他の代表的な南朝正統論者としては、『続神皇正統記』に対抗して、南朝を正統とする『改正続神皇正統記』を著した天野信景、『南朝編年記略』や『南朝皇胤紹運録』を著した津久井尚重、『南山巡狩録』を著した大草公弼などがいる。
更に幕末になると、成島司直の『南山史』や鹿持雅澄の『日本外史評』などの両統並立論も出現するようになる。その一方で朝廷では、前述のように永く現皇統につながる北朝を正統とする原則が守られ、祭祀もその方針で行われてきた。だが、『大日本史』の刊行問い合わせ問題以後、公家の間にもわずかながら南朝正統論者（山崎闇斎門人の正親町公通など）が現れるようになり、幕末の南朝正統論を軸とした尊王論の高まりに翻弄されることとなった。

### 南北朝正閏問題

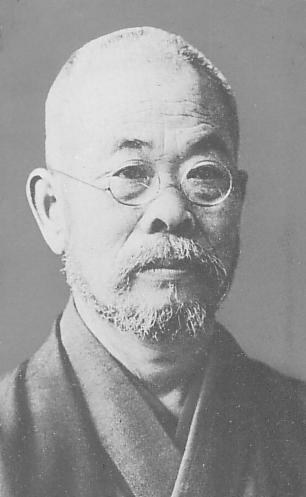
喜田貞吉 ／ 国史教科書で両朝を並立して記述したとして1911年に編修官を休職。

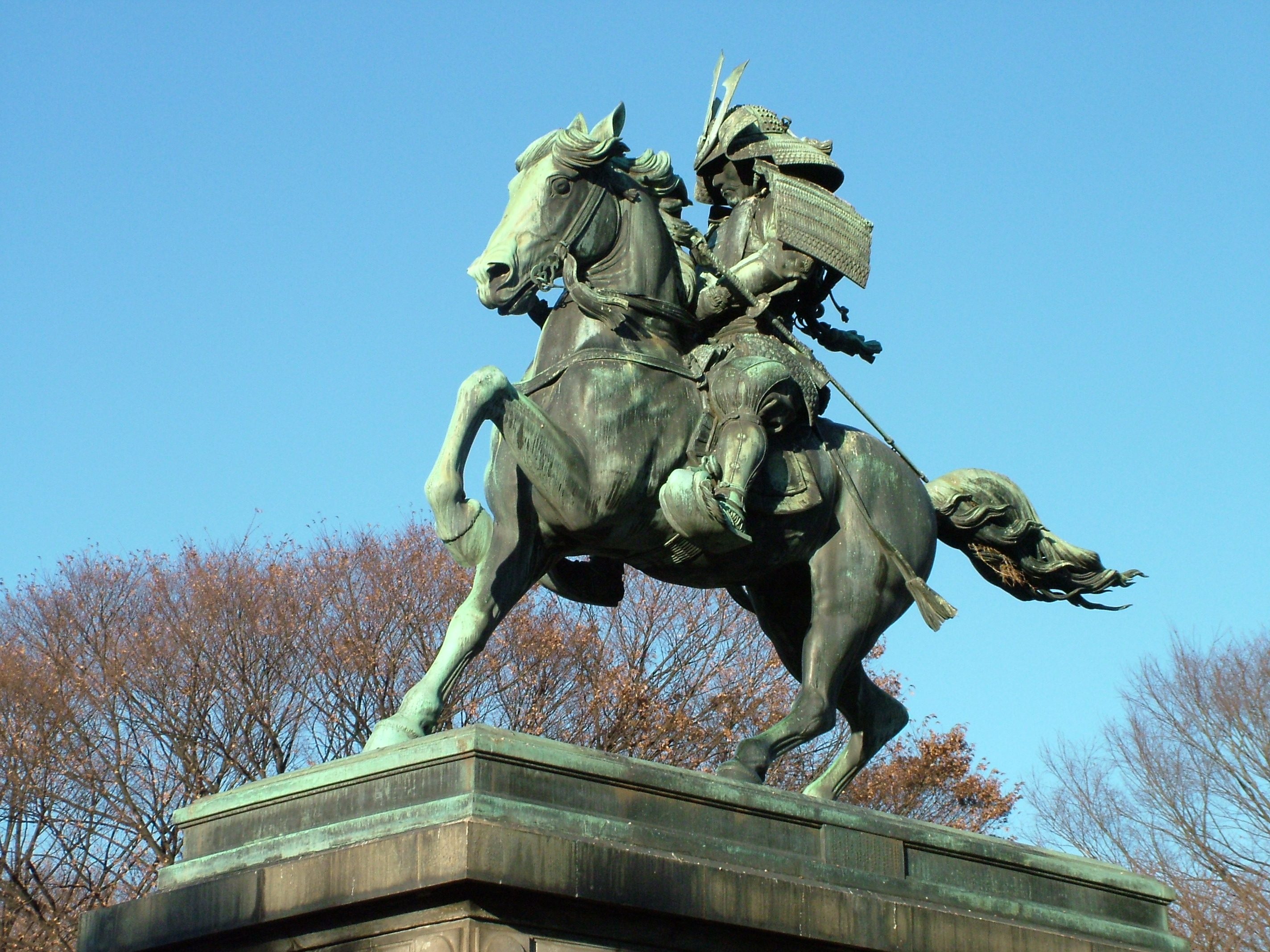
皇居外苑にある楠木正成像

明治維新によって、北朝正統論を奉じてきた公家による朝廷から、南朝正統論の影響を受けてきた維新志士たちによる明治政府に皇室祭祀の主導権が移されると、旧来の皇室祭祀の在り方に対する批判が現れた。これに伴い、1869年（明治2年）の鎌倉宮創建をはじめとする南朝関係者を祀る神社の創建・再興や贈位などが行われるようになった。また、1877年（明治10年）、当時の元老院が『本朝皇胤紹運録』に代わるものとして作成された『纂輯御系図』では北朝に代わって南朝の天皇が歴代に加えられ、続いて1883年（明治16年）に右大臣岩倉具視・参議山縣有朋主導で編纂された『大政紀要』では、北朝の天皇は「天皇」号を用いず「帝」号を用いている。なお、1891年（明治24年）に皇統譜の書式を定めた際に、宮内大臣から北朝の天皇は後亀山天皇の後に記述することについて勅裁を仰ぎ、認められたとされている（喜田貞吉『還暦記念六十年之回顧』）。ただし、これらの決定過程については不明な部分が多い。また、こうした決定の効果は宮中内に限定されていた。
一方、歴史学界では、南北朝時代に関して『太平記』の記述を他の史書や日記などの資料と比較する実証的な研究がされ、これに基づいて1903年（明治36年）及び1909年（同42年）の小学校で使用されている国定教科書改訂においては南北両朝は並立していたものとして書かれていた。ところが、1910年（同43年）の教師用教科書改訂にあたって問題化し始め、大逆事件の秘密裁判での幸徳秋水の発言が、これに拍車をかけた。
当初、首相の桂太郎は「情意投合」の関係にあった立憲政友会の原敬に「学者の説は自在に任せ置く考なり」と言ったといい（『原敬日記』）、政治的な介入は行わない意向だった。政治問題化の火付け役となったのは読売新聞で、1911年（明治44年）1月19日付の社説で「もし両朝の対立をしも許さば、国家の既に分裂したること、灼然火を賭るよりも明かに、天下の失態之より大なる莫かるべし。何ぞ文部省側の主張の如く一時の変態として之を看過するを得んや」「日本帝国に於て真に人格の判定を為すの標準は知識徳行の優劣より先づ国民的情操、即ち大義名分の明否如何に在り。今日の多く個人主義の日に発達し、ニヒリストさへ輩出する時代に於ては特に緊要重大にして欠くべからず」と主張した。
さらに、政府と対立する姿勢を鮮明とする犬養毅率いる野党立憲国民党がこの問題を利用して第2次桂内閣の糾弾・打倒を図ったことで、南北朝のどちらの皇統が正統であるかを巡る帝国議会での政治論争にまで発展した（南北朝正閏問題）。1911年（明治44年）2月には衆議院議員の藤澤元造がこの問題を追及する質問主意書を提出。藤澤は議員辞職に追い込まれたものの、政府は野党の懐柔工作に失敗して窮地に追い込まれる。桂の後見役である元老・山縣有朋が南朝正統論の立場で動いたことで、政府は野党や世論に押される形で教科書改訂を約束し、教科書執筆責任者である喜田貞吉を休職処分とした。

最終的に、明治天皇に裁可を仰ぎ、政府はこれで得た「明治天皇の勅裁」をもとに南朝を正統に決定し、皇統譜令（旧皇統譜令）第41条を定めて北朝天皇を『皇統譜』から除外した。もっとも、「明治天皇の勅裁」は詔書さえも作成されていない極めて曖昧な形であり、これに関して日本近世史学者である野村玄は、明治天皇が北朝の子孫である点、北朝に由来する伏見宮に皇位継承の面で助けられている点から、明治天皇は公式に南朝正統を確定させたくなかったのではないかと推測している。また、当時の政府は、南北朝の正閏問題に関して有識者委員会を開いているが、意見が割れて確かな結果が得られていなかった。なお、この決定は単にどちらが正統かを決めただけであり、北朝天皇の皇位を否定したものではないとする見解がある一方で、同年北朝の天皇の皇位について文部省は、「光厳院は御追号なり。光厳天皇と称することあれどもこれ嘗て皇位に即き給ひしとの意にあらず、一の尊称として申すなり。かかる尊称としては文武天皇の御父草壁皇子を岡宮天皇と称し、光格天皇の御父典仁親王を慶光天皇と称する等の例あり。本科書には光厳院に関し御歴代の天皇と区別するが為に、御追号のままを記せり。足利氏の擁立せる光明院等亦同じ。」と、光厳天皇以下北朝の天皇は皇位継承しておらず、閑院宮典仁親王などと同様の「尊称天皇」であるとの見解を示している。

当初学問には影響されないとされてきたが、南北朝時代は南朝が吉野にあったことにちなんで「吉野朝時代」と呼ばれることとなった。それでも、田中義成などの一部の学者は「吉野朝」の表記に対して抗議している。
以後、戦前の皇国史観のもとでは、足利尊氏を天皇に背いた逆賊・大悪人、楠木正成や新田義貞を忠臣とするイデオロギー的な解釈が主流になる。1934年（昭和9年）には斎藤内閣の中島久万吉商工相（政友会）が尊氏を再評価した雑誌論説「足利尊氏論」（13年前に同人誌に発表したものが本人に無断で転載された）について大臣の言説としてふさわしくないとの非難が起こり、衆議院の答弁で中島本人が陳謝していったん収束した。しかし貴族院で菊池武夫議員が再びこの問題を蒸し返し、齋藤實首相に中島の罷免を迫った。これと連動して右翼による中島攻撃が激化し、批判の投書が宮内省に殺到したため、中島は辞任のやむなきに至った（詳細は中島久万吉参照）。この事件の背景にはのちの天皇機関説事件につながる軍部・右翼の政党勢力圧迫があったとされる。

### 第二次世界大戦後における南北朝時代を巡る議論
戦後は、歴史の実態に合わせて再び「南北朝時代」の用語が主流になった（平泉澄は戦後も「吉野時代」の表現を用いているが、ごく一部の見解にとどまる）。ただし、宮内庁を始めとして、天皇の代数は南朝で数えるのが主流となっており、南朝を正統としていることになる。また価値観の転換や中世史の研究の進歩で、足利尊氏の功績を評価したり、楠木正成は「悪党」（悪者を意味せず、幕府等の権力に反抗した者をさす）としての性格が研究されるようになり、後醍醐天皇の建武の新政は宋学の影響で中華皇帝的な天皇専制を目指す革新的なものであるという節など、南北朝時代に関しても新たな観点が議論されるようになった。
網野善彦は職能民など非農民層に着目し、南北朝時代が日本史の転換期にあたると主張している。また、太平洋戦争の敗戦直後には、熊沢寛道に代表される自称天皇が現れ、自身が南朝の子孫であり正統な皇位継承者であると主張した、などのエピソードもある。
なお、近年盛んに皇位継承問題が議論され、旧宮家の復帰案が提案されている。しかし、旧宮家は、北朝に由来する伏見宮（北朝3代崇光天皇の第一皇子伏見宮栄仁親王が祖。その設立・存続は、特に北朝初代光厳法皇の配慮によるところが大きい）を宗家としているため、しばしば歴代外とした天皇に由来する点が問題視されている。これに関して野村玄は、「現実的には北朝の皇統を戴き、今後も女性皇族・旧皇族・元皇族の男性子孫のいずれにせよ、北朝の子孫を活用しなければ皇室制度の存続は叶わないにもかかわらず、いっぽうで南朝正統論に基づく皇統理論を維持し続けることは、論理的に見ても困難である」とし、明治天皇があえて曖昧に裁可を下したことを根拠とすれば、歴史的事実に即して系譜を整理し直すことは可能であるとした。
南朝正統に関して、様々な学問的立場から批判がなされ、特に、南朝正統論が南朝が三種の神器の所在を根拠として主張されることに関して、『大日本史』が神器の所在をもって偽主とする北朝初代の光厳天皇は「本物」の三種の神器を継承していたことがほぼ確実であることが指摘されており、光明天皇・崇光天皇の三種の神器も真偽はなお定かではないことが判明している。また、件の主張に関して日本法制史学者の瀧川政次郎は、三種の神器の所在を以って皇位の所在とする主張は北畠親房以前には見られなかったとした上で、「神器がなければ、天皇の位がないというならば、神器が自然の災厄によって滅失してしまったときには、日本国が滅びるという愚かなことになる。」と制度的問題を指摘した。（→北朝 (日本)#北朝の三種の神器）

南朝正統論は南朝忠臣史観などの道徳的観点や名分論に基づくこともあるが、近年はそれと乖離した実態が明らかにされている。